# NGC 5613
NGC 5613 ist eine linsenförmige Galaxie vom Hubble-Typ SB0-a im Sternbild Bärenhüter am Nordsternhimmel. Gemeinsam mit ihren Begleitern NGC 5614 und NGC 5615 bildet sie das interaktive Trio Arp 178. Halton Arp gliederte seinen Katalog ungewöhnlicher Galaxien nach rein morphologischen Kriterien in Gruppen. Diese Galaxie gehört zu der Klasse Galaxien mit schmalen Gegenarmen.
Die Galaxie wurde am 1. März 1851 von dem irischen Astronomen Bindon Blood Stoney, einem Assistenten von William Parsons, entdeckt.